# Dirk Syndram
Dirk Syndram (* 22. Mai 1955 in Homberg, heute Duisburg-Homberg) ist ein deutscher Kunsthistoriker, der von 1993 bis Mitte August 2021 Direktor des Grünen Gewölbes und der Rüstkammer der Staatlichen Kunstsammlungen Dresden war.

## Leben
Dirk Syndram wurde 1985 nach dem Studium der Kunstgeschichte, Ägyptologie und Klassischen Archäologie an der Universität Hamburg und einem zweijährigen Forschungsaufenthalt in London und Paris mit einer Dissertation zum Thema „Ägypten-Faszinationen: Untersuchungen zum Ägyptenbild im europäischen Klassizismus bis 1800“ bei Martin Warnke und Horst Bredekamp zum Doktor der Philosophie promoviert.
Von 1986 bis 1987 arbeitete er als wissenschaftlicher Museumsassistent in Fortbildung bei den Staatlichen Museen Preußischer Kulturbesitz in Berlin. Von 1987 bis 1992 war er zunächst als wissenschaftlicher Mitarbeiter der Kunsthalle Bielefeld, dann stellvertretender Amtsleiter des Historischen Museums der Stadt Bielefeld, jeweils mit dem Aufgabengebiet „Leitung der Kunstgewerbesammlung der Stadt Bielefeld/Stiftung Huelsmann“ tätig.
Im Jahr 1993 übernahm er das Amt des Direktors des Grünen Gewölbes der Staatlichen Kunstsammlungen Dresden. Dazu ist er seit 2002 Schlossdirektor im Dresdner Residenzschloss und seit 2006 Direktor der Dresdner Rüstkammer. Von 1998 bis 2002 war und seit 2010 ist Dirk Syndram Stellvertretender Generaldirektor der Staatlichen Kunstsammlungen Dresden, in dieser Funktion führte er vom 1. September 2011 bis zum 30. April 2012 das Amt des Kommissarischen Generaldirektors der Staatlichen Kunstsammlungen Dresden. Mitte August 2021 wurde er in den Ruhestand verabschiedet, mit der Eröffnung der von ihm geplanten Gewehrgalerie im Langen Gang des Dresdener Residenzschlosses. In seine Zeit als Leiter des Grünen Gewölbes fiel der Juwelendiebstahl im September 2019.
Im Dezember 2004 wurde er zum Honorarprofessor für Kunstgeschichte an der Technischen Universität Dresden berufen.
Dirk Syndram lebt in Dresden, ist verheiratet und hat zwei Töchter.

## Auszeichnungen
- 2010: Ritterkreuz des Dannebrogordens

## Ausstellungsprojekte (Auswahl)
- 1994: Das Dresdner Schloss. Wiederaufbau als Monument und Museum. Dauerausstellung des Grünen Gewölbes im Dresdner Residenzschloss, Georgenbau.
- 1997: Der Schatz der Wettiner. Die Moritzburger Funde. Eine Ausstellung des Grünen Gewölbes im Residenzschloss, Georgenbau, Dresden.
- 1997: Unter einer Krone. Kunst und Kultur der sächsisch-polnischen Union. Eine Ausstellung der Staatlichen Kunstsammlungen Dresden im königlichen Schloss zu Warschau, Polen.[4]
- 1999: Die verborgene Schatzkammer. Restaurierte Kunstwerke aus dem Depot des Grünen Gewölbes. Eine Ausstellung des Grünen Gewölbes im Residenzschloss, Georgenbau, Dresden.
- 2000: Für Sachsen erworben. Schätze des Hauses Wettin. Eine Ausstellung des Grünen Gewölbes im Residenzschloss, Georgenbau, Dresden.
- 2004: Pracht und Macht. Eine Ausstellung des Grünen Gewölbes im Museum für Kunst und Gewerbe, Hamburg.
- 2004: „Princely Splendor: The Dresden Court“. Eine Ausstellung des Grünen Gewölbes im Metropolitan Museum of Art, New York, USA.[5]
- 2006: Splendeurs de la Cour de Saxe. Dresde à Versailles. Eine Ausstellung des Grünen Gewölbes im Musée national du châteaux de Versailles et de trianon, Versailles, Frankreich.
- 2006: Giambologna in Dresden. Die Geschenke der Medici. Eine Ausstellung des Grünen Gewölbes im Residenzschloss, Sponsel-Raum des Neuen Grünen Gewölbes, Dresden.
- 2009: Böttgersteinzeug. Johann Friedrich Böttger und die Schatzkunst. Eine Ausstellung des Grünen Gewölbes im Residenzschloss, Sponsel-Raum des Neuen Grünen Gewölbes, Dresden.
- 2009: Mit Fortuna übers Meer. Sachsen und Dänemark – Ehen und Allianzen im Spiegel der Kunst, Eine Ausstellung des Grünen Gewölbes im Residenzschloss, Paraderäume, Dresden.[6]
- 2010: „Expo Shanghai 2010“. Eine Ausstellung des Grünen Gewölbes im Pavilion of Urban Footprint auf der Expo Shanghai 2010, Shanghai, China.[7]
- 2011: The Dream of a King – Dresden’s Green Vault. Eine Ausstellung des Grünen Gewölbes im Museum für Islamische Kunst in Doha, Katar.[8]
- 2012: Dresden & Ambras. Kunstkammerschätze der Renaissance. Eine Ausstellung des Grünen Gewölbe der Staatlichen Kunstsammlungen Dresden und des Kunsthistorischen Museums Sammlungen auf Schloss Ambras, Innsbruck.[9]
- 2013: Die königliche Jagdresidenz Hubertusburg und der Frieden von 1763.[10]
- 2015: Luther und die Fürsten. Selbstdarstellung und Selbstverständnis des Herrschers im Zeitalter der Reformation.[11]
- 2019: Der Dresdner Hofjuwelier Johann Heinrich Köhler. Dinglingers schärfster Konkurrent.[12]

## Veröffentlichungen (Auswahl)

### Monographien, Herausgeberschaften
- Ruinenromantik und Antikensehnsucht. Berlin 1986.
- Ägypten-Faszinationen. Untersuchungen zum Ägyptenbild im europäischen Klassizismus bis 1800. Frankfurt a. M., Bern, New York, Paris 1990 (Veröffentlichung der Dissertation von 1985).
- Wissenschaftliche Instrumente und Sonnenuhren. Kunstgewerbesammlung der Stadt.
- Kataloge der Kunstgewerbesammlung/Stiftung Huelsmann. Bd. 1. München 1989.
- Kontinuität im Wandel. Vom barocken Tafelgerät zum modernen Serienprodukt. Bielefeld 1990.
- Naturschätze  Kunstschätze. Vom organischen und mineralischen Naturprodukt zum Kunstobjekt. Bild und Studienheft 1, Bielefeld 1991.
- Prunkstücke des Grünen Gewölbes zu Dresden. Koehler & Amelang, München / Berlin 1994, ISBN 3-7338-0181-4.
- Der Thron des Großmoguls. Johann Melchior Dinglingers goldener Traum vom Fernen Osten. Leipzig 1996.
- Die Schatzkammer Augusts des Starken. Von der Pretiosensammlung zum Grünen Gewölbe. Leipzig 1999.
- Die Ägyptenrezeption unter August dem Starken. Der „Apis-Altar“ Johann Melchior Dinglingers. Mainz 1999.
- Das Schloß zu Dresden. Von der Residenz zum Museum. München / Berlin 2001.
- Schatzkunst der Renaissance und des Barock. Das Grüne Gewölbe zu Dresden. München / Berlin 2004.
- Die Juwelen der Könige. Schmuckensembles des 18. Jahrhunderts aus dem Grünen Gewölbe. Deutscher Kunstverlag, München/Berlin 2006, 187 Seiten.
- Die barocke Schatzkammer. Das Grüne Gewölbe zu Dresden (mit Jutta Kappel, Ulrike Weinhold). Deutscher Kunstverlag, München/Berlin 2006.
- Juwelenkunst des Barock. Johann Melchior Dinglinger im Grünen Gewölbe. München 2008.
- Dirk Syndram und Martina Minning (Hrsg.), bearbeitet von Jochen Vötsch, Die kurfürstlich-sächsische Kunstkammer in Dresden, Die Inventare von 1587, 1619, 1640, 1741. Dresden 2010.
- Dirk Syndram und Martina Minning (Hrsg.): Die kurfürstlich-sächsische Kunstkammer in Dresden. Geschichte einer Sammlung, Dresden 2012, 472 Seiten, ISBN 978-3-942422-00-0.
- Der Traum des Königs. Die Schätze des Grünen Gewölbes. Dresden 2021, ISBN 978-3-95498-582-1.

### Aufsätze und Artikel
- Das Erbe der Pharaonen. Zur Ikonographie Ägyptens in Europa, in: Gereon Sievernich, Hendrik Budde (Hrsg.): Europa und der Orient. 800–1900, Berliner Festspiele 1989, S. 18–57.
- Les sources de l´inspiration. l´influence des modèles iconographiques sur l´égyptomanie du XVIIIe siècle, in: l´Égyptomanie à l´épreuve de l´archéologie. Actes du colloque international organisé au musée du Louvre ... les 8 et 9 avril 1994, Paris 1996, S. 39–58.
- Ein Denkmal für die Kunst. Der Obeliscus Augustalis im Grünen Gewölbe, in: Jutta Kappel: Deutsche Steinschneidekunst aus dem Grünen Gewölbe zu Dresden, Idar-Oberstein/Dresden 1998, S. 73–87
- Peter und August. Eine „Entente cordial“ zwischen Russland und Sachsen, in: Dresdner Hefte Nr. 74, 2/2003, S. 4–12.
- Über den Ursprung der kursächsischen Kunstkammer, in: Dresdner Hefte, Sonderausgabe 2004, S. 3–13.
- Das Dresdner Schloss – Ein Museum des 21. Jahrhunderts, in: Dresdner Hefte, Sonderausgabe 2004, S. 113–118.
- Von fürstlicher Lustbarkeit und höfischer Repräsentation. Die Kunstkammer und die Dresdner Sammlungen der Renaissance, in: Ausstellungskatalog, Dirk Syndram und Antje Scherner (Hrsg.): In fürstlichem Glanz. Der Dresdner Hof um 1600, Mailand 2004, S. 54–69.
- Śladem Orłą Białego – W Drezdenskim skarbcu Augusta II. Following the White Eagle: In the Dresden Treasury of Augustus II the Strong, in: Za Ojczyzinę I Naród. 300 lat Orderu Orła Białego, Warschau 2005, S. 118–126.
- 1732 bis 1945 – eine Museumsgeschichte., in: Das Grüne Gewölbe im Schloss zu Dresden. Rückkehr eines barocken Gesamtkunstwerkes, Leipzig 2006, S. 22–34.
- Die Rückkehr der Vergangenheit, in: Das Grüne Gewölbe im Schloss zu Dresden. Rückkehr eines barocken Gesamtkunstwerkes, Leipzig 2006, S. 138–143.
- L’unicorno marino di Elias Geyer e la grottesca rinascimentale, in: Sybille Ebert-Schifferer (Hrsg.): Scambioculturale con il nemico religioso. Italia e Sassonia al 1600. Atti della Giornata internazionale di studi nell’ambito della serie di incontri “Roma e il nord – Percorsi dello scmabio artistico”, 4 – 5 aprile 2005, Mailand 2007, S. 73–87.
- Zwischen Intimität und Öffentlichkeit – Pretiosenkabinette und Schatzkammern im Barock, in: Barbara Marx und Karl-Siegbert Rehberg (Hrsg.): Sammeln als Institution. Von der fürstlichen Wunderkammer zum Mäzenatentum des Staates, München/Berlin 2007, S. 93–100.
- Das Dresdner Residenzschloss – Museumsschloss oder Schlossmuseum, in: Schloss Charlottenburg in Berlin im Wandel denkmalpflegerischer Auffassungen (= Jahrbuch der Stiftung Preußische Schlösser und Gärten Berlin-Brandenburg. Bd. 7). 2005, Berlin 2007, S. 167–177.
- La Voûte de Dresde: les mille feux du baroque, in: Dossier de L’Art, No. 154, Juli/August 2008,  S. 56–65.
- Das Nutzungskonzept des Dresdner Residenzschlosses – Fürstliche Selbstdarstellung und höfische Pracht, in: Guido Hinterkeuser (Hrsg.): Wege für das Berliner Schloss/Humboldt-Forum. Wiederaufbau und Rekonstruktion zerstörter Residenzschlösser in Deutschland und Europa (1945–2007), Regensburg 2008, S. 197–214.
- Jaspisporzellan, Goldrubinglas und Landedelgestein – Von der „Transmutation“ der barocken Schatzkunst, in: Dirk Syndram, Ulrike Weinhold (Hrsg.): Böttgersteinzeug. Johann Friedrich Böttger und die Schatzkunst, Berlin/München 2009, S. 54–95.
- „Shopping à Paris“ à la demande d’Auguste le Fort, in: Stéphane Castelluccio (Hrsg.): Le commerce de luxe à Paris aux XVIIe et XVIIIe siècles, Bern 2009, S. 267–279.
- Die kurfürstliche Kunstkammer und die Sammlungen im Dresdner Residenzschloss, in: Dresdner Hefte, Heft 104, Das Dresdner Residenzschloss als Museum, 4/2010, Dresden 2010, S. 8–17.
- Das Dresdner Residenzschloss als Museum, in: Dresdner Hefte, Heft 104, Das Dresdner Residenzschloss als Museum, 4/2010, Dresden 2010, S. 81–90.
- Courtly Luxury in the Baroque. Höfischer Luxus im Barock, in: Claus Deimel, Sarah Elizabeth Holland, Jutta Charlotte von Bloh (Hrsg.): The power of giving. Die Macht des Schenkens, Berlin/München 2011, S. 198–204.
- Silberobjekte als politische Denkmale – Versuche einer Annäherung, in: Monika Bachtler, Dirk Syndram, Ulrike Weinhold (Hrsg.): Die Faszination des Sammelns. Meisterwerke der Goldschmiedekunst aus der Sammlung Rudolf-August Oetker, München 2011, S. 75–81.
- Zwischen imitatio und inventio – der Pokal um 1600, in: Monika Bachtler, Dirk Syndram, Ulrike Weinhold (Hrsg.): Die Faszination des Sammelns. Meisterwerke der Goldschmiedekunst aus der Sammlung Rudolf-August Oetker, München 2011, S. 223–231.
- Kurfürst August, die Kunstkammer und das Entstehen der Dresdner Sammlungen „Diese dinge sind warlich wohl wirdig das sie in derselben lustkammer kommen.“, in: Sabine Haag (Hrsg.): Dresden & Ambras. Kunstkammerschätze der Renaissance, Wien 2012, S. 17–29.